# Lumaco

Lumaco é uma comuna do Chile, localizada na Província de Malleco, IX Região de Araucanía.
A comuna limita-se: a oeste com o Contulmo e Tirúa (na Região de Bío-Bío); a norte com Purén e Los Sauces; a leste com Traiguén e Galvarino; a sul com Carahue e Cholchol.